# Kaliningrad
Kaliningrad (en rus: Калининград, en honor de Mikhaïl Kalinin, nom original alemany: Königsberg) és la capital de l'óblast de Kaliningrad, un enclavament rus situat entre Polònia i Lituània, a la vora de la mar Bàltica. Històricament també s'ha conegut amb altres noms: en polonès Królewiec, en lituà Karaliaučius i en llatí Regiomontium. Va ser fundada el 1255 pels cavallers teutònics i el rei de Bohèmia Ottokar II sobre l'emplaçament d'un assentament dels antics prussians anomenat Tvanksta que datava de cap al 300 aC. Va ser una important ciutat portuària situada en un enclavament a la desembocadura del riu Pregel, que desemboca a la llacuna del Vístula, que comunica al seu torn amb el mar Bàltic per l'estret de Baltisk. D'aquests fundadors ve el nom de Königsberg, muntanya del rei en alemany, en honor d'Ottokar II. Antigament fou una de les principals ciutats de Prússia: de fet, fou la capital de l'antiga província germànica de la Prússia Oriental i el bressol del territori prussià fins al 1945, quan fou presa pels soviètics i li canviaren el nom per l'actual Kaliningrad.

## Història
Kaliningrad va ser fundada amb el nom de Königsberg el 1255 pel rei Ottokar II de Bohèmia, que va acórrer en ajuda dels cavallers de l'Orde Teutònic durant la conquesta i cristianització de la regió històrica de Prússia, ocupada pels pobles pagans bàltics. Durant una gran part de l'edat mitjana va ser membre de la Lliga Hanseàtica.
El nom prové de König = rei i Berg = muntanya, es pot dir que significa "Montreial", en alemany, encara que la traducció literal seria "Muntanya del Rei". Durant el segle xix i ben entrat el segle xx, en edicions acadèmiques espanyoles es llatinitzava Königsberg, capital de la Prússia Oriental, com a Regimonte.
Königsberg va ser possessió prussiana fins a la unificació d'Alemanya, de la qual aleshores fou part. Després de la batalla de Friedland en 1807, a la fi de la guerra de la Quarta Coalició, Nicolas Jean de Dieu Soult aconseguí a capturar la ciutat per Napoleó Bonaparte. Després de la Primera Guerra Mundial, el territori prussià, juntament amb Königsberg (Prússia Oriental), va quedar aïllat d'Alemanya pel corredor polonès de Danzig. Durant la Segona Guerra Mundial, específicament en l'ofensiva de l'Oder-Vístula entre gener i abril de 1945, es van lliurar durs combats pels volts de la ciutat entre l'Exèrcit Roig i forces defensores alemanyes, que van culminar amb la derrota alemanya i la captura de gairebé 100.000 soldats alemanys, incloent-hi quatre generals, a la batalla de Königsberg.
El 1736, Leonhard Euler va aconseguir resoldre un famós problema de matemàtiques relacionat amb els set ponts de Königsberg: és l'origen de la teoria de grafs. El filòsof Immanuel Kant va néixer i va viure en aquesta ciutat. El 1945 la ciutat i la província van passar a la Unió Soviètica i la població alemanya en va ser expulsada en un èxode massiu i forçós que va afectar milions de persones de les quals es creu que un milió no va sobreviure.

## Fills il·lustres
- Hermann Goetz (1840-1876), compositor.
- Christian Goldbach (1690-1764), matemàtic
- Immanuel Kant (1724-1804), filòsof
- Johann Gottlieb Goldberg (1727-1756), compositor musical
- Karl Theophil Richter (1728-1809), compositor musical.
- Johann Friedrich Reichardt (1752-1814), compositor i crític musical
- Johann Georg Rosenhain (1816-1887), matemàtic.
- Gustav Engel (1823-1895), crític musical i mestre de cant
- Heinrich Schröter (1829-1892), matemàtic
- Adolf Jensen (1837-1879), compositor musical
- Gustav Jensen (1843-1895), compositor musical
- Otto Wallach (1847-1931), químic, Premi Nobel de Química de 1910.
- David Hilbert, (1862-1943), matemàtic
- Arthur Preuss, (1878-1944), cantant d'òpera
- Heinz Tiessen, (1887-1971), compositor musical
- Hermann Güttler, (1887-[...?]), compositor i musicògraf
- Benno Bardi, (1890-[...?]), crític i compositor musical
- Theodor Raillard (1864-1929) compositor musical.
- Fritz Albert Lipmann (1899-1986) metge, químic i bioquímic, Premi Nobel de Medicina o Fisiologia de l'any 1953.
- Christian Wilhelm Podbielski (1740-1792), compositor musical.

## Altres noms

Bandera Hanseàtica de Königsberg.

Aquesta ciutat, de molt rica història a causa de la diversitat cultural derivada del fet que ha estat part de diferents estats, va anar variant el seu nom segons qui exercís sobirania sobre el territori:
| Llengua        | Nom        |
| -------------- | ---------- |
| Antic hongarès | Königsberg |
| Polonès        | Królewiec  |

| Llengua | Nom                       |
| ------- | ------------------------- |
| Rus     | Kaliningrad - Калининград |
| Polonès | Kalingrad                 |
| Anglès  | Kaliningrad               |

| Llengua    | Nom                         |
| ---------- | --------------------------- |
| Portuguès  | Kaliningrad                 |
| Croat      | Kalinjingrad                |
| Serbi      | Kaljinjingrad (Каљињинград) |
| Lituà      | Karaliaučius                |
| Yiddish    | Kenigsberg (קעניגסבערג)     |
| Baix saxó  | Keunigsbarg                 |
| Neerlandès | Koningsbergen               |
| Alemany    | Königsberg                  |
| Hongarès   | Kalonyingrád                |
| Txec       | Královec                    |